# Primarias del Partido Republicano de 2012 en Vermont
Las Primarias del Partido Republicano de 2012 en Vermont se hicieron el 6 de marzo de 2012 en el llamado Supermartes 2012. Las Primarias del Partido Republicano fueron unas Primarias, con 17 delegados para elegir al candidato del partido Republicano para las elecciones presidenciales de Estados Unidos de 2012.  En el estado de Vermont estaban en disputa 17 delegados.

## Elecciones

### Resultados
| Primarias Republicanas de Vermont de 2012 | Primarias Republicanas de Vermont de 2012 | Primarias Republicanas de Vermont de 2012 | Primarias Republicanas de Vermont de 2012 |
| Candidato                                 | Votos                                     | Porcentaje                                | Delegados                                 |
| ----------------------------------------- | ----------------------------------------- | ----------------------------------------- | ----------------------------------------- |
| Mitt Romney                               | 24,008                                    | 39.45%                                    | 9                                         |
| Ron Paul                                  | 15,391                                    | 25.29%                                    | 4                                         |
| Rick Santorum                             | 14,368                                    | 23.61%                                    | 4                                         |
| Newt Gingrich                             | 4,949                                     | 8.13%                                     | 0                                         |
| John Huntsman                             | 1,198                                     | 1.97%                                     | 0                                         |
| Rick Perry                                | 544                                       | 0.89%                                     | 0                                         |
| Escrito                                   | 392                                       | 0.64%                                     | 0                                         |
| Delegados no proyectados:                 | Delegados no proyectados:                 | Delegados no proyectados:                 | 0                                         |
| Total:                                    | 60,850                                    | 100.00%                                   | 17                                        |